# 輔大聖心高級中学
輔大聖心高級中学（Keelung Fu Jen Sacred Heart Senior High School）は、台湾基隆市にある大学附属の高級中学。完全中学として高専部・国中部を併設している。略称、輔大聖心、輔大聖中。

## 歴史
- 1969年 - 聖心工商高級職業学校
- 1990年 - 聖心高級中学
- 2012年 - 輔大聖心高級中学（輔仁大学に統合された）